# Didijera
Didijera (lat. Didierea), biljni rod iz porodice didijerovki kojemu pripadaju dvije vrste trnovitih sukulntnih trajnica,  grmova ili drveća s Madagaskara

## Vrste
1. Didierea madagascariensis Baill.
2. Didierea trollii Capuron & Rauh